# Крістіан фон Ґмелін
Крістіан Ґмелін, від 1808 року фон Ґмелін, (23 січня 1750, Тюбінґен — 6 червня 1823, Людвіґсбурґ) — німецький вчений-юрист.

## Життєпис
Крістіан Ґмелін народився 23 січня 1750 року як син Йогана Ґеорґа Ґмеліна. Він навчався в Тюбінґенському університеті і був призначений судовим адвокатом у 1769 році. Одночасно йому було дозволено давати приватні лекції з цивільного права. Впродовж наступних трьох років, як приватний репетитор, він помагав здобути юридичну освіту дворянському хлопцеві, одночасно продовжуючи самоосвіту. У 1773 році він повернувся до лекцій у Тюбінґенському університеті, де також отримав ступінь доктора права. Потім він став таємним радником в університеті Ерлянґена. Тепер він також став професором права, а саме, історії правознавства.
У 1777 році він став почесним членом Великокняжого інституту моралі та образотворчого мистецтва в Ерлянґені, а наступного року отримав ступінь доктора філософії в університеті. На початку 1781 року він повернувся до Тюбінґена як повний професор права. Моріц Ґмелін описує Крістіана фон Ґмеліна не як «одностороннього спеціаліста», а як «людину з різносторонньою освітою», що приваблювало студентів з інших країн до Тюбінґенського університету. У 1808 році він був нагороджений лицарським хрестом ордена цивільних заслуг, який прирівнювався до набуттія особистого дворянства.
У жовтні 1774 року він одружився з Шарлоттою фон Шлюмбах. У них було четверо дітей.
В останні двадцять років свого життя фон Ґмелін страждав від хвороб, після неодноразових прохань йому було надано відставку в 1822 році. Під час візиту одного з його синів він врешті помер 6 червня 1823 року в Людвіґсбурзі у віці 73 років.
Щоб відрізнити його від однойменного двоюрідного брата ( Крістіана Ґотліба Ґмеліна ), Крістіана фон Ґмеліна в університеті називали «Ґмелін-пандектист», а Крістіана Ґотліба — «Ґмелін-криміналіст».